# Alice Rühle-Gerstel

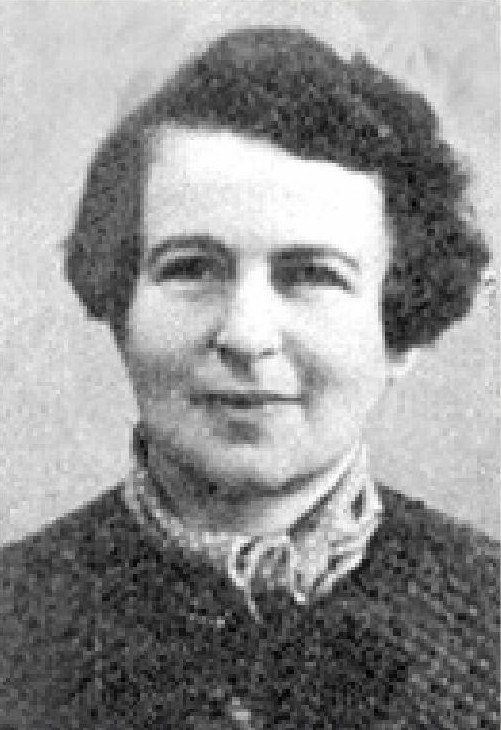
Alice Rühle-Gerstel (etwa 1929)

Alice Rühle-Gerstel (* 24. März 1894 in Prag; † 24. Juni 1943 in Mexiko-Stadt) war eine deutschsprachige Schriftstellerin, Individualpsychologin und Frauenrechtlerin böhmisch-jüdischer Herkunft.

## Leben
Alice Gerstel kam in einem Jugendstilhaus in der Prager Havličková ul. 13, als erstes von drei Geschwistern, zur Welt. Mutter war  die  Tschechin Kornelia Gerstel-Strakoš (1874–1924); andere Quellen auch Kornelie (Nelly) Strakosch (1874–1923), geb. Strakošová. Vater war der Möbelfabrikant Emil Gerstel (1870–1919).
Alice Gerstel besuchte von 1900 bis 1910 das deutsche Mädchenlyzeum in Prag, ging dann in ein Mädchenpensionat nach Dresden, wo sie begann Musik und moderne Sprachen zu studieren. Sie kehrte im Dezember 1912 nach Prag zurück und legte 1914 am Prager Lehrerinnen-Seminar die Staatsprüfung für Musik ab. Schon früh entwickelte sie neben ihrer Vorliebe für Musik ein starkes Interesse für Literatur. Von Kindheit an mehrsprachig erzogen sprach sie Deutsch, Tschechisch, Englisch und Französisch. In ihrer Jugend hatte sie unter anderem Kontakt zu Schriftstellern wie Willy Haas, Egon Erwin Kisch, Johannes Urzidil und Franz Werfel.
Im Ersten Weltkrieg war sie als Krankenschwester im Einsatz. Von 1917 bis 1921 studierte sie in Prag und München Literaturwissenschaften und Philosophie. 1921 promovierte sie mit einer Arbeit über Friedrich Schlegel und Chamfort. Im selben Jahr heiratete die Schülerin Alfred Adlers den Rätekommunisten Otto Rühle, dessen zweite Ehefrau sie war, (und gründete zusammen mit Grete Fantl die Marxistisch-individualpsychologische Arbeitsgemeinschaft Dresden).
1924 gründete sie den Verlag Am andern Ufer – Dresden-Buchholz-Friedewald und gab die Monatsblätter für sozialistische Erziehung heraus.
Alice Rühle-Gerstel war mit Milena Jesenská befreundet. Als Anhängerin des Sozialismus war sie bereits vor Beginn der faschistischen Nazi-Herrschaft in Deutschland nicht mehr sicher, daher ging sie 1932 in ihre Heimatstadt Prag zurück. Ab 1933 kümmerte sie sich als Mitarbeiterin beim Prager Tagblatt um dessen Kinderbeilage. Diese Zeit der Identitätssuche in ihrer Geburtsstadt wird in dem autobiographisch gefärbten Roman Der Umbruch oder Hanna und die Freiheit beschrieben. Doch auch Prag verließ sie nach wenigen Jahren und folgte 1936 ihrem Ehemann nach Mexiko, der dort Familie hatte. In Mexiko arbeitete sie als Übersetzerin in einem Regierungsbüro und als Handelsjournalistin. Trotz bestehender Freundschaften zu Trotzki, Frida Kahlo und Diego Rivera fühlte sie sich in Mexiko nie heimisch und nahm sich am Tag des Todes ihres Mannes Otto Rühle im Juni 1943, der einem Herzinfarkt erlag, im mexikanischen Exil das Leben, indem sie sich kurz danach aus dem Fenster stürzte.

## Hauptwerke
- Freud und Adler. Elementare Einführung in Psychoanalyse und Individualpsychologie. Dresden 1924
- Der Weg zum Wir. Versuch einer Verbindung von Marxismus und Individualpsychologie. Dresden 1927, Nachdruck München 1980.
- Das Frauenproblem der Gegenwart – Eine psychologische Bilanz. Leipzig 1932, Nachdruck unter dem Titel Die Frau und der Kapitalismus. Frankfurt/Main 1973 (darin das Zitat: „Die ganze Welt, wie sie heute ist, ist Männerwelt“)
- Der Umbruch oder Hanna und die Freiheit. Ein Prag-Roman. Hrsg. und mit einem Nachwort von Marta Marková, Ed. AvivA, Grambin u. a. 2007, Neuauflage AvivA, Berlin 2022, ISBN 978-3-949302-11-4
- Verlassenes Ende. Gedichte. Hrsg. und mit einer biogr. Skizze von Marta Marková, Ed. Löwenzahn, Innsbruck 1998, ISBN 3-7066-2163-0.
- Tommy´s Trip to Mexico – Tommys Reise nach Mexiko, gemeinsam mit Otto Rühle, Hrsg. und mit einem Vorwort von Marta Marková, Ed. LIT Verlag Wien 2020. ISBN 978 3-643-50997-0

## Weitere Texte (Auswahl)
- Das proletarische Kind. Rezension des Buches von Otto Rühle. In: Die Frau im Staat, München, 4. Jg./05.1922/Heft V/S. 3
- Der Hexenwahn. In: Frauenstimme. Beilage für die Frauen proletarischer Freidenker. In: Atheist. Illustrierte Wochenschrift für Volksaufklärung, Nürnberg / Leipzig, 22. Jg. (2. Jg.)/Februar 1925/Nr. 2/S. 7–8
- Über die Eifersucht als weibliche Sicherung. In: Internationale Zeitschrift für Individualpsychologie, Wien, 3. Jg./Dezember 1925/Heft 6/S. 314–320
- Über Prostitution. In: Schriftenreihe des Freidenkerverlages, Leipzig, 1. Jg./ca. 1927/Heft 5/S. 82–84
- Der autonome Mensch. In: Schriftenreihe des Freidenkerverlages, Leipzig, 1. Jg./ca. 1927/Heft 8/S. 132–136
- Beruf und Gesellschaft. Referat auf der Tagung der Entschiedenen Schulreformer und Leitsätze. 29. September bis 2. Oktober 1928 in Dresden. In: Beruf, Mensch, Schule. Tagungsbuch der Entschiedenen Schulreformer, Hrsg. Paul Oestreich und Erich Viehweg, Frankfurt am Main 1929, S. 21–31; 181–183
- Die neue Frauenfrage. In: Die literarische Welt, Berlin: 5. Jg./1929/Nr. 11/S. 1–2
- Hartwig, Mela: Das Weib ist ein Nichts. Rezension. In: Die Literarische Welt, Berlin: 5. Jg./1929/Nr. 38/S. 5
- An die unpolitischen Frauen. Beitrag zum Sammelartikel: Deutschland, wie sie es sich wünschen. In: Die literarische Welt, Berlin: 6. Jg./1930/Nr. 13/S. 6
- Die entthronte Libido. Bemerkungen zu Freuds „Das Unbehagen in der Kultur“. In: Internationale Zeitschrift für Individualpsychologie, Wien: 8. Jg./Dezember 1930/Heft 6/S. 558–566
- Untergang der Ehe. In: Die literarische Welt, Berlin: 6. Jg./1930/Nr. 24/S. 1–2
- Frauen und Liebesgeschichten. Ein kleiner Bericht. In: Die literarische Welt, Berlin: 7. Jg./1931/Nr. 12/S. 9–10
- Lebensregeln für Menschen von heute. Was man mit Enttäuschungen und Unglück anfangen soll. In: Die literarische Welt, Berlin: 7. Jg./1931/Nr. 38/S. 3–4
- Überall Frauen. In: Prager Tagblatt, Prag/57. Jg./9. August 1932/Nr. 187/S. 4
- Abschaffung des Geschlechtsverkehrs. Rezension des Buches Neugeburt der Ehe von Hans Sterneder. In: Prager Tagblatt, Prag/57. Jg./31. Dezember 1932/Nr. 308/S. 3
- Beitrag zur Rundfrage: Bilanz der Frauenbewegung. In: Die literarische Welt, Berlin: 8. Jg./1932/Nr. 10/S. 3–4
- Nur ein Mädchen! Erziehung als Entmutigung. (1932) Veröffentlicht in: Zur Psychologie der Frau. S.  102–123. (Hrsgin) Gisela Brinker-Gabler, Fischer, Frankfurt/Main 1978
- Mann und Frau von heute. I. Die Frau wird losgesprochen. In: Die literarische Welt, Berlin: 8. Jg./1932/Nr. 41/42/S. 7 (Kopie FSA/BS)
- Die literarische Welt der Frau. Zurück zur guten alten Zeit?. In: Die literarische Welt, Berlin: 9. Jg./1933/Nr. 4/S. 5–6
- Erinnerungen an meine Zukunft. In: Prager Tagblatt, 60. Jg./15. Dezember 1935/Nr. 292/Jubiläumsnummer – Beilage Nr. 6/S. 3 (Kopie FSA/BS)
- Unter dem Pseudonym „Lizzi Kritzel“: Ein Nachmittag bei hungernden Kindern (im Erzgebirge). In: Prager Tagblatt, 61. Jg./29. März 1936/Nr. 76/S. 4–5
- In welchem Alter wird die Frau alt? In: Prager Tagblatt, o. J., S. 29. Institut für Zeitgeschichte München – Archiv, Sign. EO 227/5
- Kein Gedicht für Trotzki. Tagebuchaufzeichnungen aus Mexico. Neue Kritik, Frankfurt am Main 1979, ISBN 3-8015-0163-9.

## Nachlass
- Nachlass Alice Rühle-Gerstel, Institut für Zeitgeschichte, München (Bestand: ED 227)
- 1997 wurden die Rechte auf den Nachlass von Alice Rühle-Gerstel Marta Pelinka-Marková übertragen, die seitdem Verwalterin des Nachlasses ist